# Castulo nivosa
Castulo nivosa är en fjärilsart som beskrevs av Walker 1865. Castulo nivosa ingår i släktet Castulo och familjen björnspinnare. Inga underarter finns listade i Catalogue of Life.